# Österreichische Platte
Die österreichische Platte (italienisch Dente Austriaco) ist ein 2203 m s.l.m. hoher Nebengipfel am Hauptkamm des Pasubio-Massivs. Der in der italienischen Provinz Trient an der Grenze zur Provinz Vicenza gelegene alpinistisch unbedeutende Gipfel, bildete im Ersten Weltkrieg von 1916 bis 1918 die vorderste österreichisch-ungarische Frontlinie am Pasubio und liegt durch einen Sattel getrennt etwa 30 m von der italienischen Platte entfernt.

## Geographie
Die österreichische Platte gehört, wie die südlich angrenzende italienische Platte, zum Hauptkamm des Pasubio. Die etwa 200 m lange und 80 m breite Erhebung ist im Nordwesten und im Süden von zwei kleinen Sätteln vom übrigen Kammverlauf deutlich abgegrenzt. So bildet der Eselsrücken (it. Selletta dei Denti) die Grenze zur italienischen Platte, während der namenlose Sattel im Nordwesten die österreichische Platte von der sogenannten „Nase“ 2111 m s.l.m., wie die Italiener die Erhebung im Krieg nannten, abgrenzt. Die steilen Flanken der Platte fallen im Westen zur Cosmagnon Senke (it. Alpe di Cosmagnon) und im Osten zur Senke Sette Croci (dt. Sieben Kreuze) ab. Wie sein italienisches Pendant ist die österreichische Platte von zahlreichen Spuren aus der Zeit des Ersten Weltkrieges gekennzeichnet. Einige Gedenkplatten erinnern an hier eingesetzte österreichisch-ungarische und italienische Einheiten und Verbände.

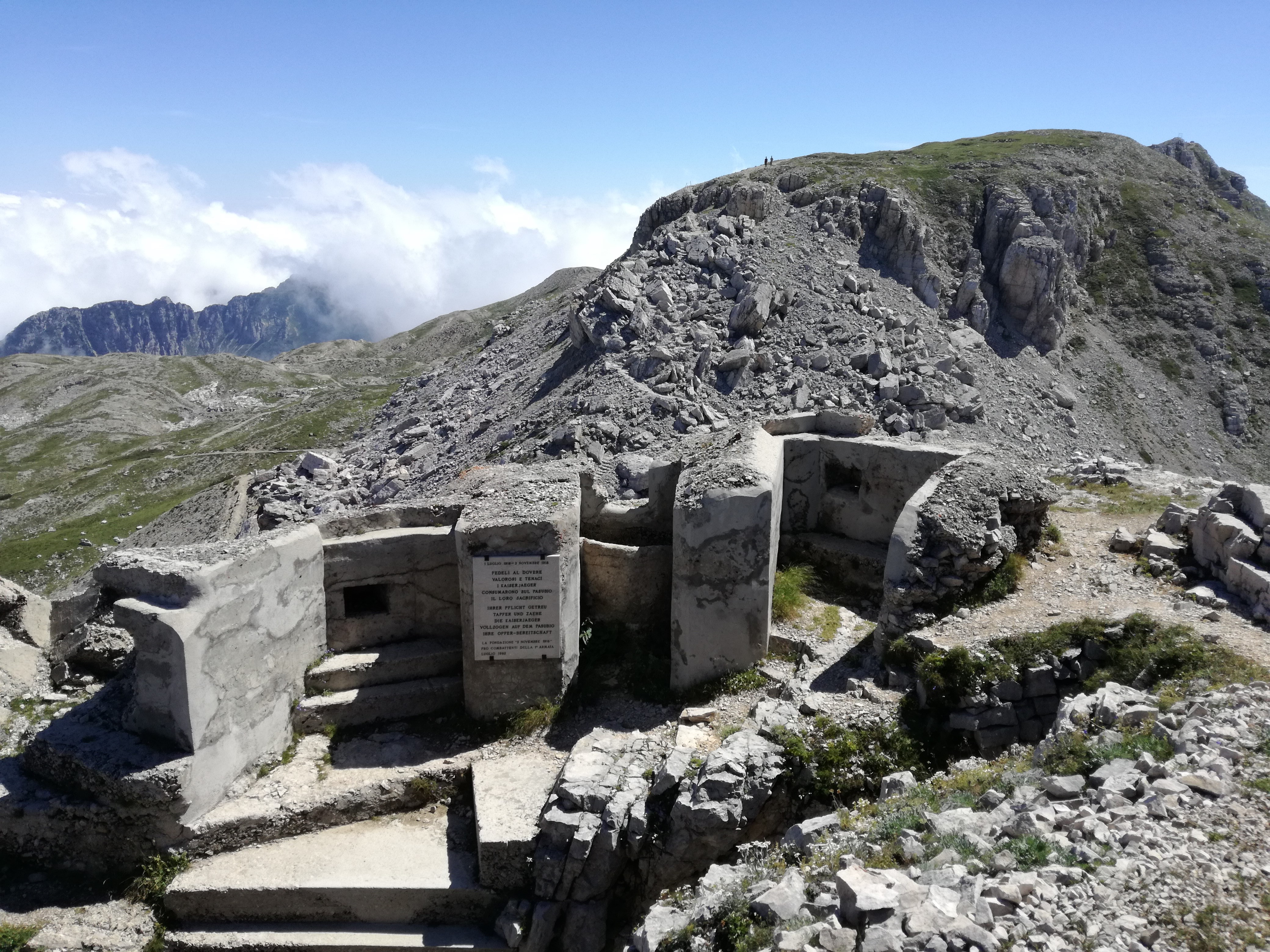
Reste der ausbetonierten österreichisch-ungarischen Vorstellung, dahinter die italienische Platte
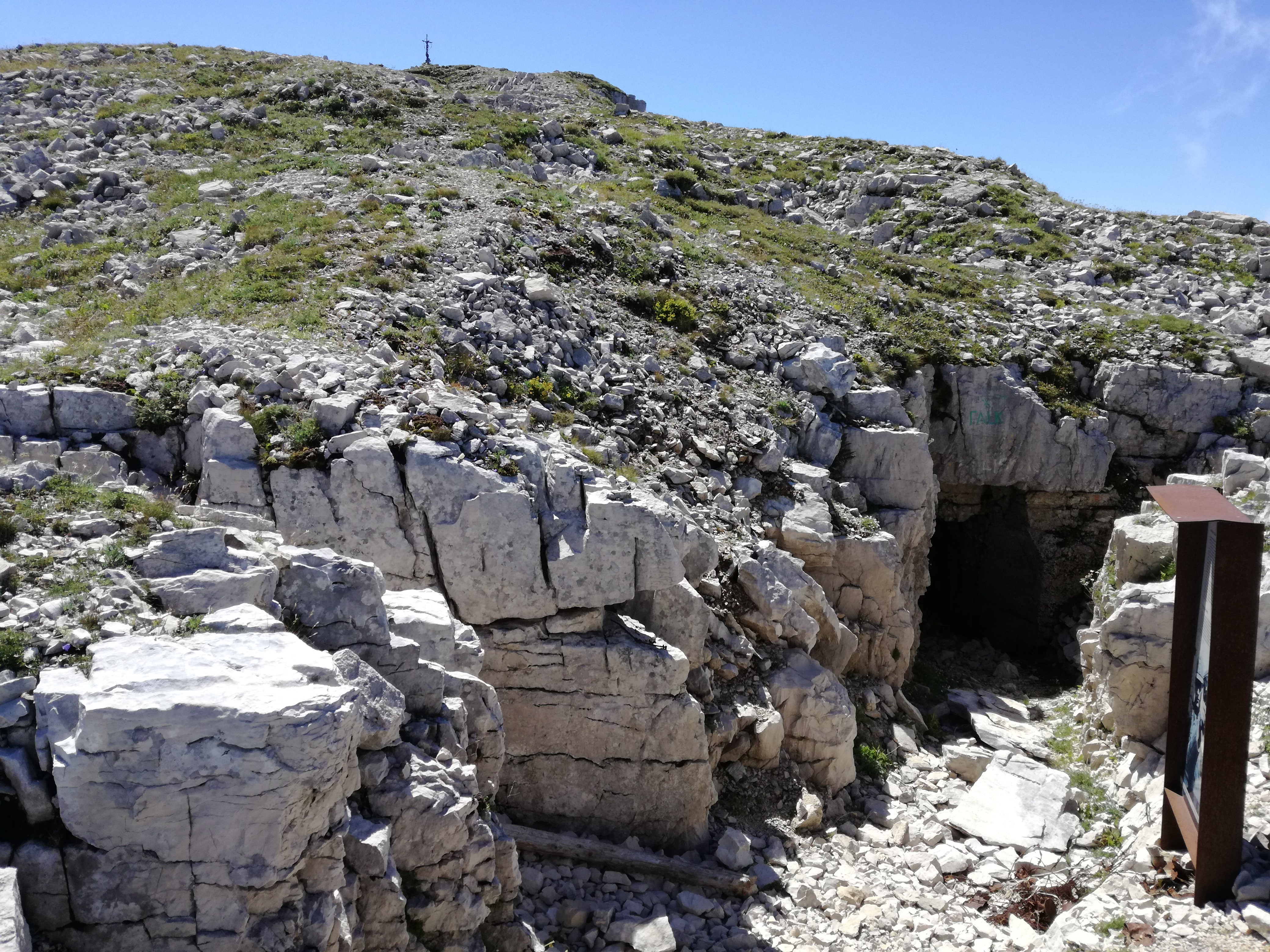
Nördlicher Eingang in den Ellison Stollen
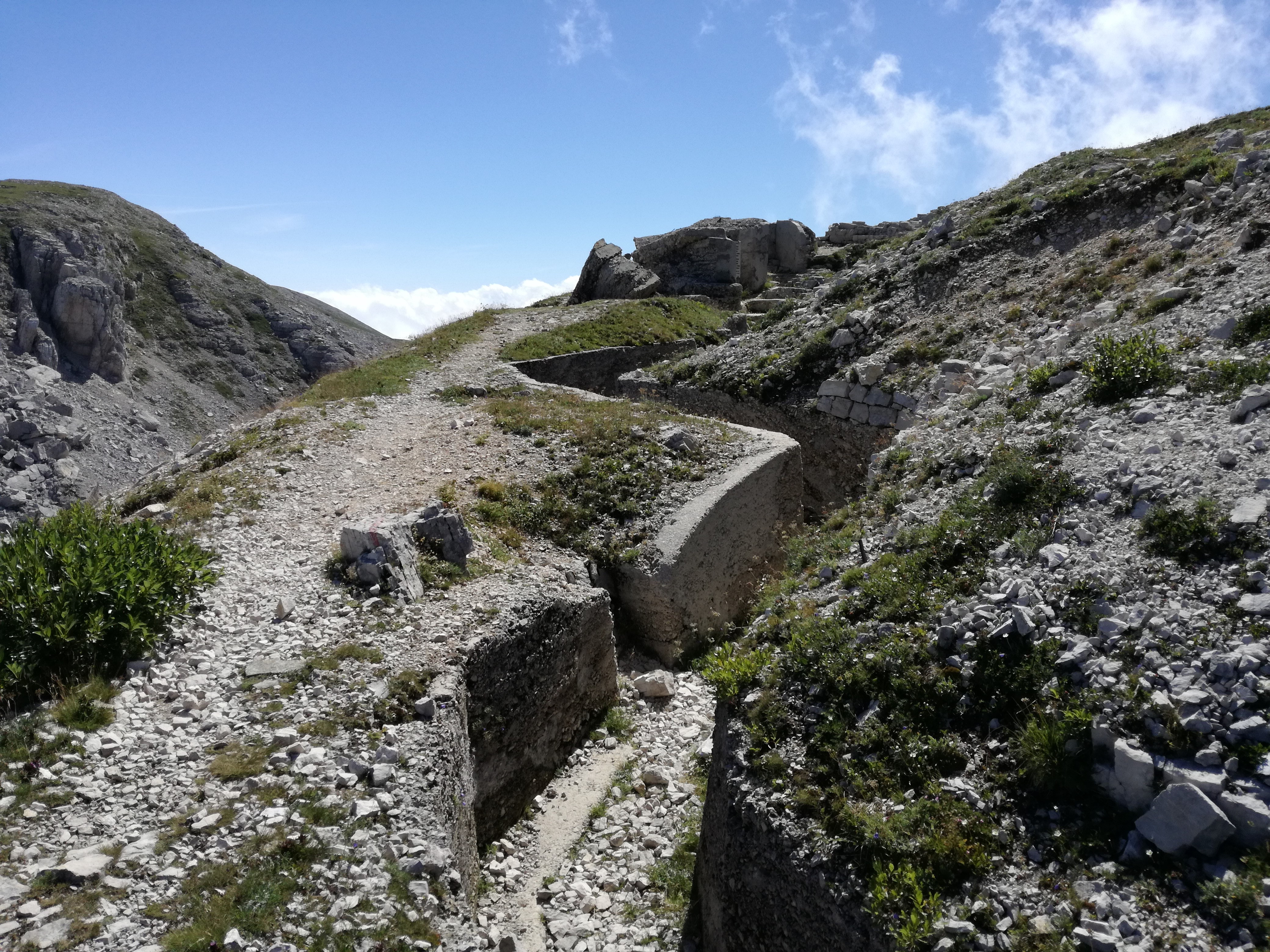
Laufgraben auf der österreichischen Platte
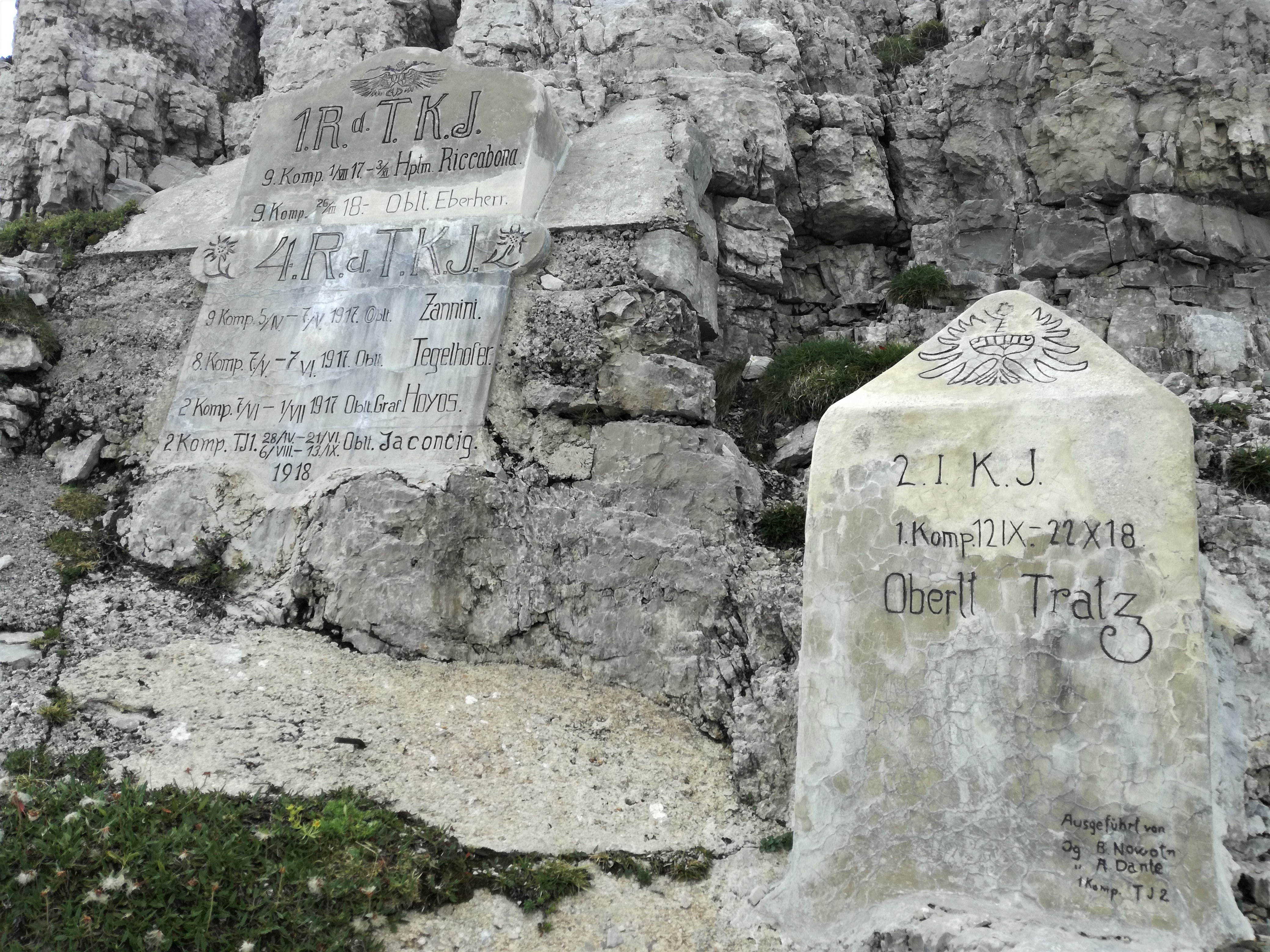
Gedenktafel der Kaiserjäger an der sogenannten Nase

## Geschichte
Bis zur österreichisch-ungarischen Frühjahrsoffensive 1916 war die bis dahin namenlose Erhebung am Hauptkamm des Pasubio unbedeutend gewesen. Aufgrund fehlender Verteidigungsstellungen, ein von der k.u.k. Armee vor dem Krieg geplantes Sperrwerk auf dem Pasubio war nicht zur Ausführung gekommen, war das Massiv geräumt worden. Die österreichisch-ungarischen Kräfte hatten sich auf eine leichter zu verteidigende weiter westlich bei Rovereto liegende Verteidigungslinie zurückgezogen.
Erst im Zuge der am 15. Mai 1916 losgebrochenen Offensive gelang es, die nach dem italienischen Kriegseintritt ein Jahr zuvor bis vor die Tore Roveretos vorgestoßenen italienischen Truppen im westlichen und zentralen Bereich des Massivs zurückzudrängen. Im Laufe dieses Vorstoßes besetzten am 20. Mai Vorhuten der von Oberstbrigadier Karl Korzer geführten 10. k.u.k. Gebirgsbrigade die zu diesem Zeitpunkt noch mit Kote 2206 bezeichnete österreichische Platte.
Von diesem Tag an bildete die österreichische Platte bis zum Kriegsende im November 1918 die vorderste österreichisch-ungarische Frontlinie auf dem Pasubio. Auch nach dem Einstellen der Offensive gab man den Versuch nicht auf, den Hauptgipfel des Massivs, die etwa 300 m entfernte Cima Palon, zu besetzen. Am 2. Juli 1916 diente die Platte als Sprungbrett für einen Großangriff der 10. k.u.k. Gebirgsbrigade, verstärkt durch das 1. Tiroler Kaiserjägerregiment, auf die italienischen Stellungen.
Nach dem gescheiterten Angriff waren es wiederum die Kaiserjäger, die im darauffolgenden Herbst eine ganze Reihe von Angriffen der von General Andrea Graziani geführten 44. Infanteriedivision auf die Platte und die Nachbarsektoren abwehren mussten. Bei diesen Angriffen gelang es den Italienern zwar in die vordere Stellungen auf der österreichischen Platte einzudringen, waren aber aufgrund heftiger Gegenangriffe gezwungen sich zurückziehen. Bei diesen von Mitte September bis Ende Oktober vorgetragenen Angriffen hatten beide Seiten zusammen etwa 11500 Mann an Toten, Verwundeten und Vermissten zu beklagen. Allein in den letzten elf Angriffstagen vom 9. bis zum 20. Oktober erreichten die Verluste auf knapp zwei Kilometern Frontlänge, in deren Mitte die österreichische Platte lag, etwa 8000 Mann, bevor Schneefall und der einbrechende Winter weitere Angriffe unmöglich machten.
Für die erfolgreiche Verteidigung der Platte wurde später der Plattenkommandant, Oberleutnant der Reserve Viktor Oberguggenberger von den Kaiserjägern, mit der höchsten militärischen Auszeichnung der Habsburgermonarchie dem Maria-Theresien-Orden ausgezeichnet.
Nach diesen Angriffen ließ Oberst Ellison, der in der Zwischenzeit das Kommando über die österreichisch-ungarischen Truppen am Pasubio übernommen hatte, die Platte festungsmäßig ausbauen. Neben Lauf- und Schützengräben wurden auch kavernierte Stellungen, die zum Großteil über Stollen unterirdisch verbunden waren angelegt. Am Ende fanden in der Platte zehn Maschinengewehr- und sechs Geschützstellungen Platz, die auf zwei Ebenen verteilt waren. Auf der Platte waren außerdem 18 Minenwerfer, 12 Granatwerfer, vier Flammenwerfer, drei 7,5-cm-Kanonen und zwei 37-mm-Infanteriegeschütze in Stellung gebracht worden. Wiederum unterirdisch waren eine Trinkwasserzisterne, ein Kompressorraum für die Bohrzüge und die Stollenbelüftung, ein Maschinenraum, eine elektrische und eine Telefonzentrale sowie andere Versorgungseinrichtungen untergebracht worden.
Zu den von Ellison angeordneten Verteidigungsmaßnahmen gehörte auch der Vortrieb eines später nach ihm benannten Angriffsstollens. Mit dem Bau wollte man Unterminierungsversuche der eigenen Platte durch den Gegner und einer eventuellen Sprengung, wie beispielsweise am Col di Lana, rechtzeitig begegnen. Für den Bau des Stollens, an dessen Ende in der Folge mehrere Minenkammern angelegt wurden, zog man Experten wie den Sappeuroberleutnant Albin Mlaker zu Rate, der bereits die Minenarbeiten am Monte Cimone bei Arsiero erfolgreich geleitet hatte.
Ende März 1917 hatte der Ellison Stollen bereits eine Länge von 127 m erreicht, während man auf italienischer Seite noch keine Gegenmaßnahmen ergriffen hatte. Ein zeitlicher und räumlicher Vorteil, der bis zum Ende des Minenkrieges immer auf österreichisch-ungarischer Seite liegen sollte. Am Ende sollte der Angriffsstollen eine Gesamtlänge von etwa 270 m erreichen und unter der italienischen Platte enden. 170 m nach dem auf der Rückseite der Platte angelegten Stolleingang befand sich ein als Dom bezeichneter Aufgang in den oberen Stollenbereich der Platte, in dem die Versorgungseinrichtungen und kavernierten Stellungen lagen.
Am 29. September 1917 wurde die erste österreichisch-ungarische Mine unter der italienischen Platte gezündet. Bis zum März 1918 sollten weitere vier österreichisch-ungarische Minensprengungen folgen, die die Italiener ihrerseits mit fünf Sprengungen beantworteten, wobei es ihnen weder gelang unter das gegnerische Stollensystem noch in die Nähe der österreichischen Platte zu kommen.
Für die letzte österreichisch-ungarische Minensprengung am 13. März 1918 wurden 50 t Sprengstoff eingesetzt, die auf zwei Minenkammern verteilt waren. Allein das Laden der beiden Kammern dauerte eine Woche, da der Sprengstoff in mehreren Depots gestaffelt hinter der Frontlinie gelagert war, wobei das letzte Depot 10 km von der österreichischen Platte entfernt lag und mittels Seilbahnen und Trägern auf die Platte und in den Ellison Stollen transportiert werden musste. Die Träger hatten dabei nicht nur mit den 40 kg Sprengstoff auf ihren Rücken zu kämpfen, sondern auch mit den widrigen winterlichen Witterungsbedingungen.
Die Sprengung vom 13. März, die die größte Minensprengung während des Ersten Weltkrieges an der italienischen Front war, brachte den Nordrand der italienischen Platte und die darunter liegenden Stollen zum Einsturz. Aufgrund des durch die Sprengung brüchig gewordenen Gesteins und der damit verbundenen Einsturzgefahr verzichteten beide Seiten auf die Fortsetzung des Minenkrieges.
Bis zum Kriegsende kam es zu keinen größeren Infanterieangriffen gegen die österreichische Platte mehr. Letztere war aber stets Ziel der italienischen Artillerie. Eine im Sommer 1918 geplante italienische Offensive auf dem Pasubio kam am Ende nicht zustande. Am 1. November 1918 wurde der Befehl zur Aufgabe der Platte erteilt und der Rückzug angeordnet. In der Nacht auf den 2. November 1918 zogen sich die Kaiserjäger von der österreichischen Platte zurück, die sie vom Juli 1916 an besetzt hielten, weshalb der Pasubio auch als Kaiserjägerberg bezeichnet wird.

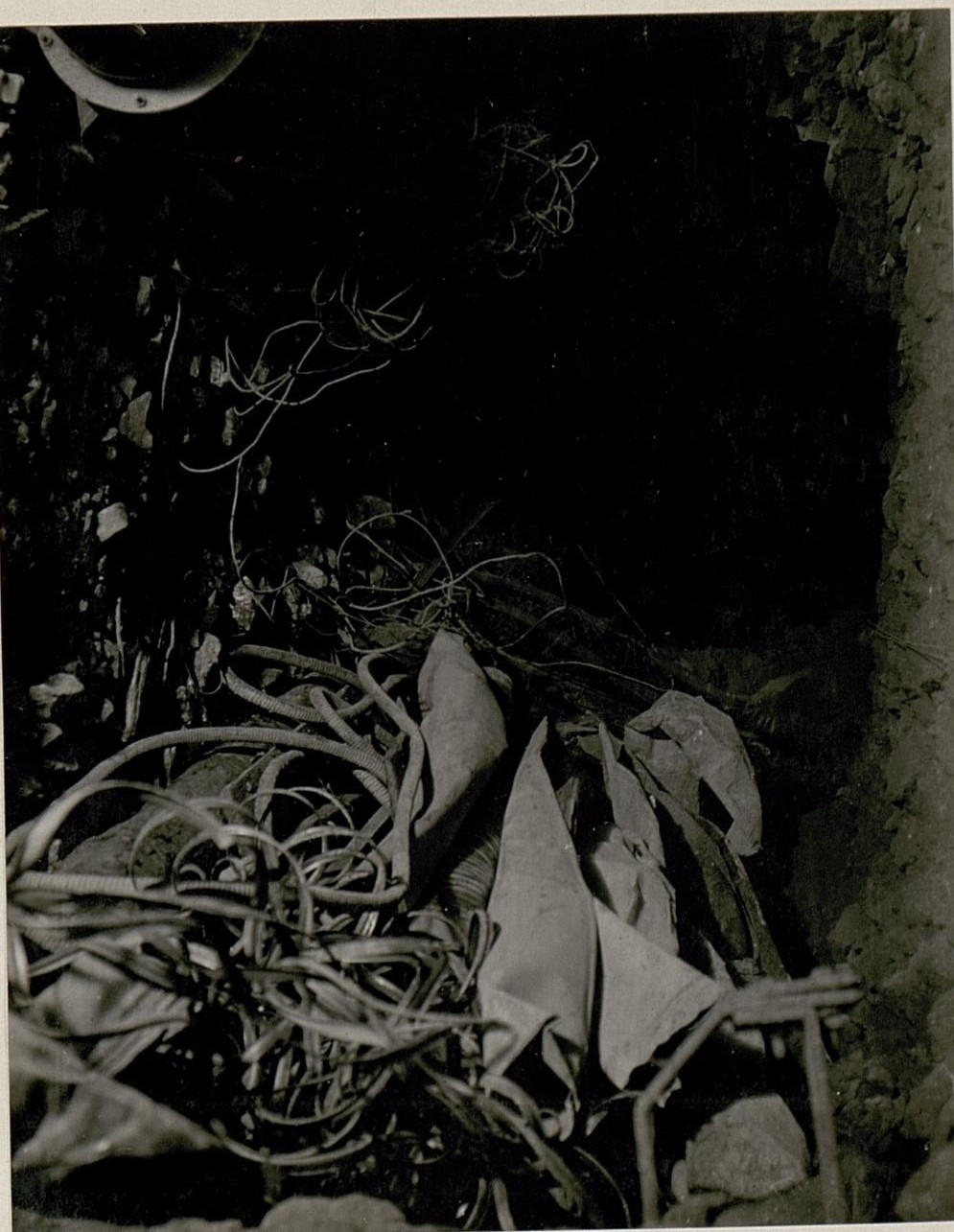
Zerrissene Ventilationsröhre im Ellison Stollen nach einer Sprengung
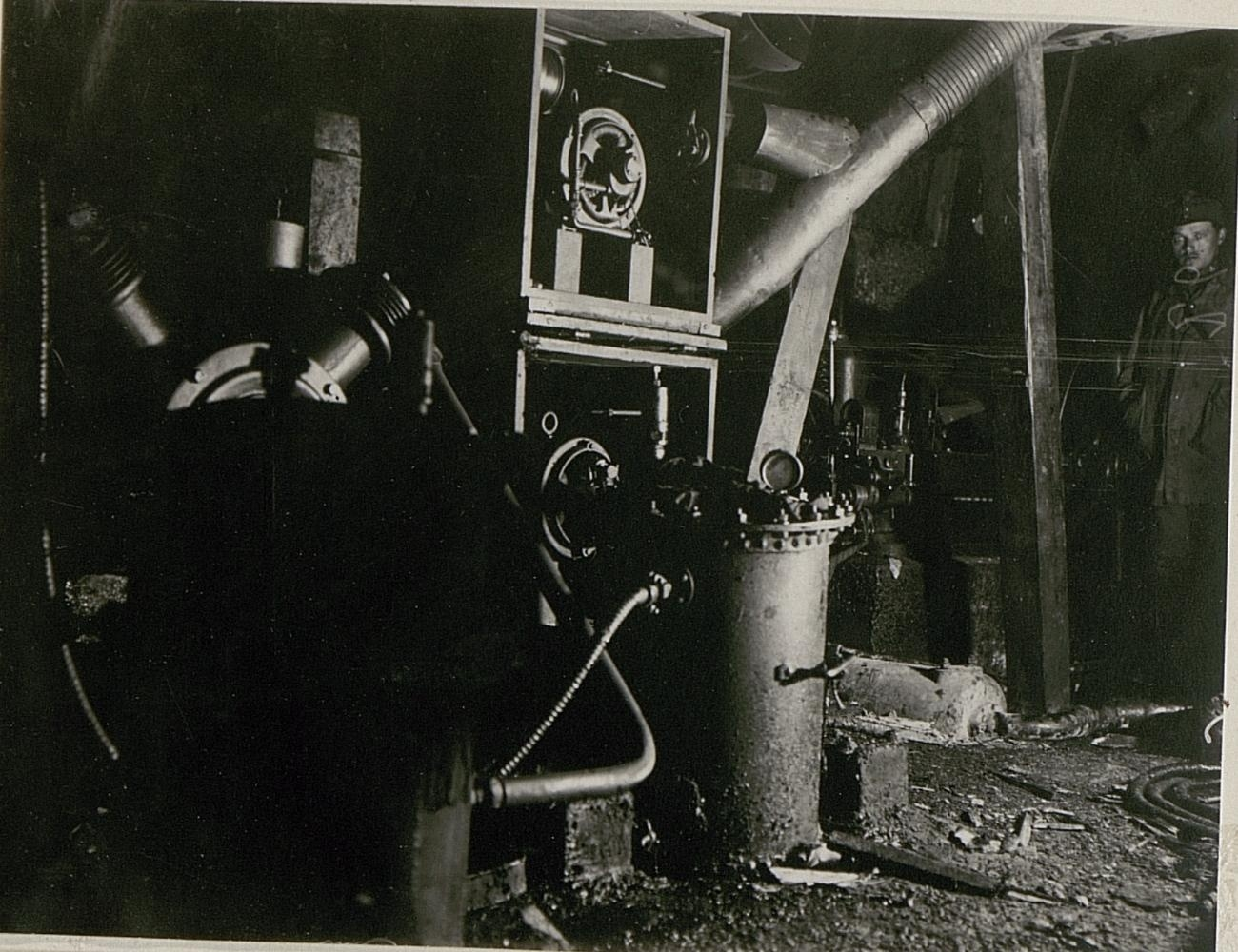
Maschinenhalle im Dom der österreichischen Platte
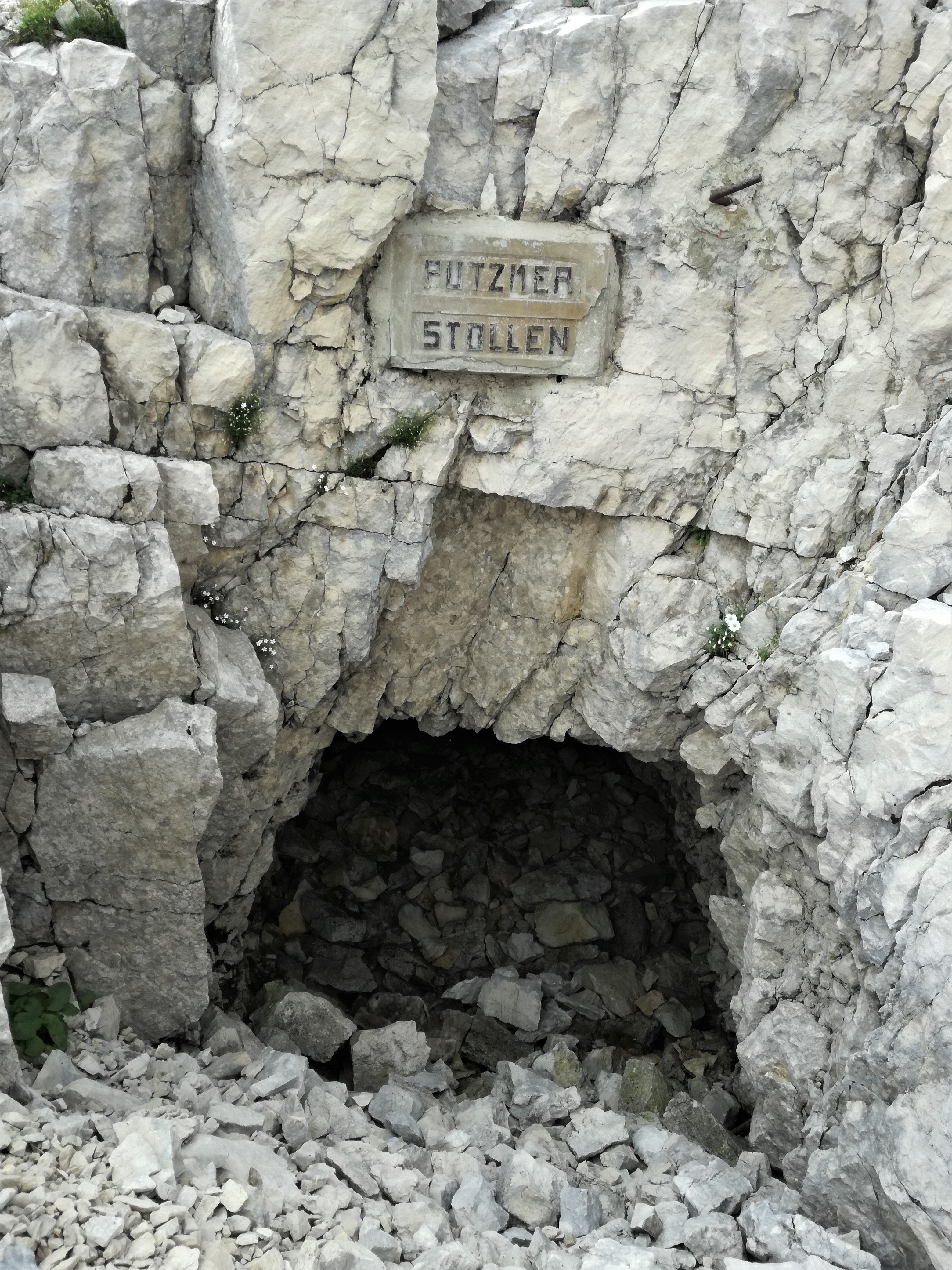
Eingang des Putzker Stollens
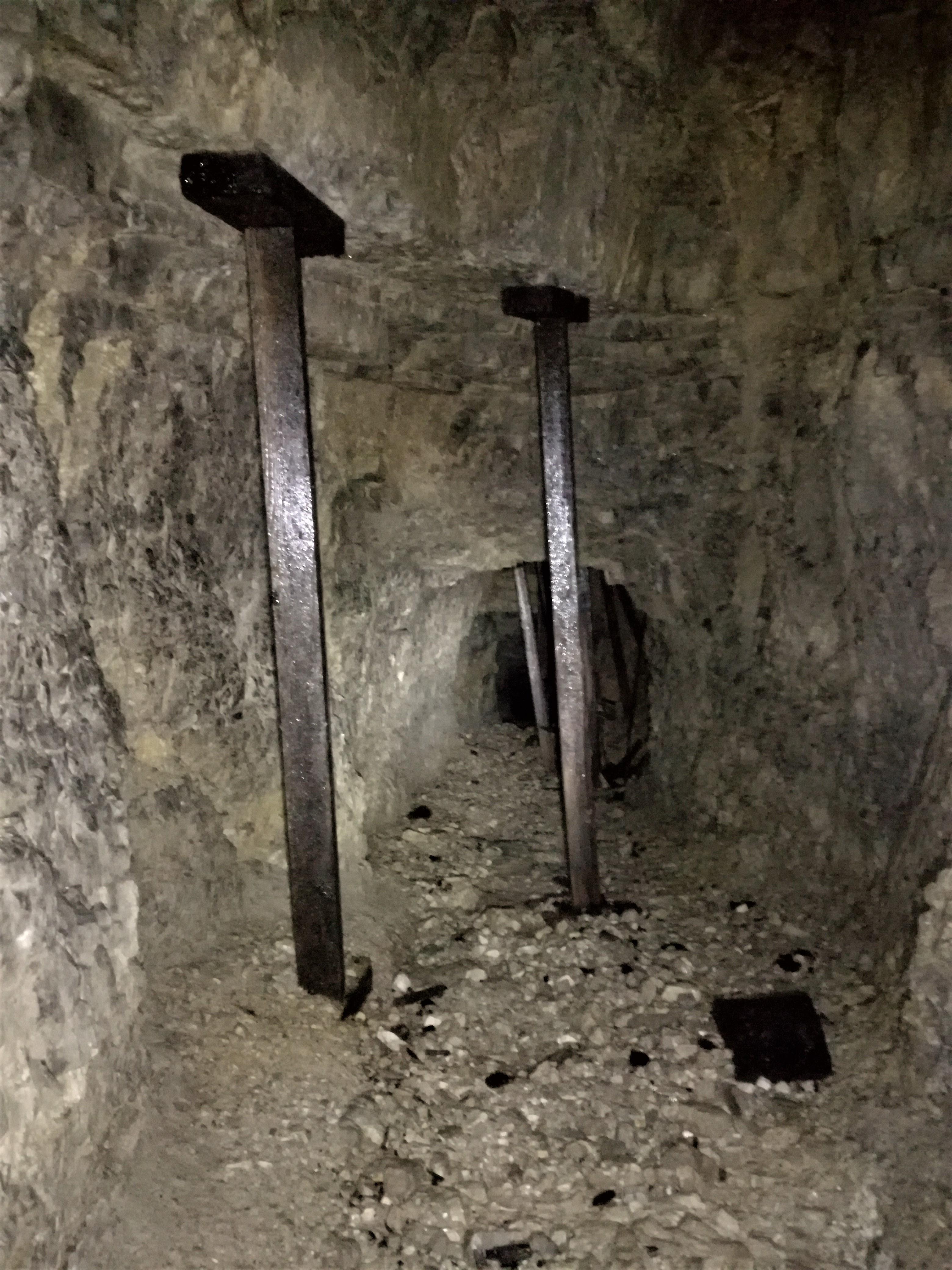
Ellison Stollen
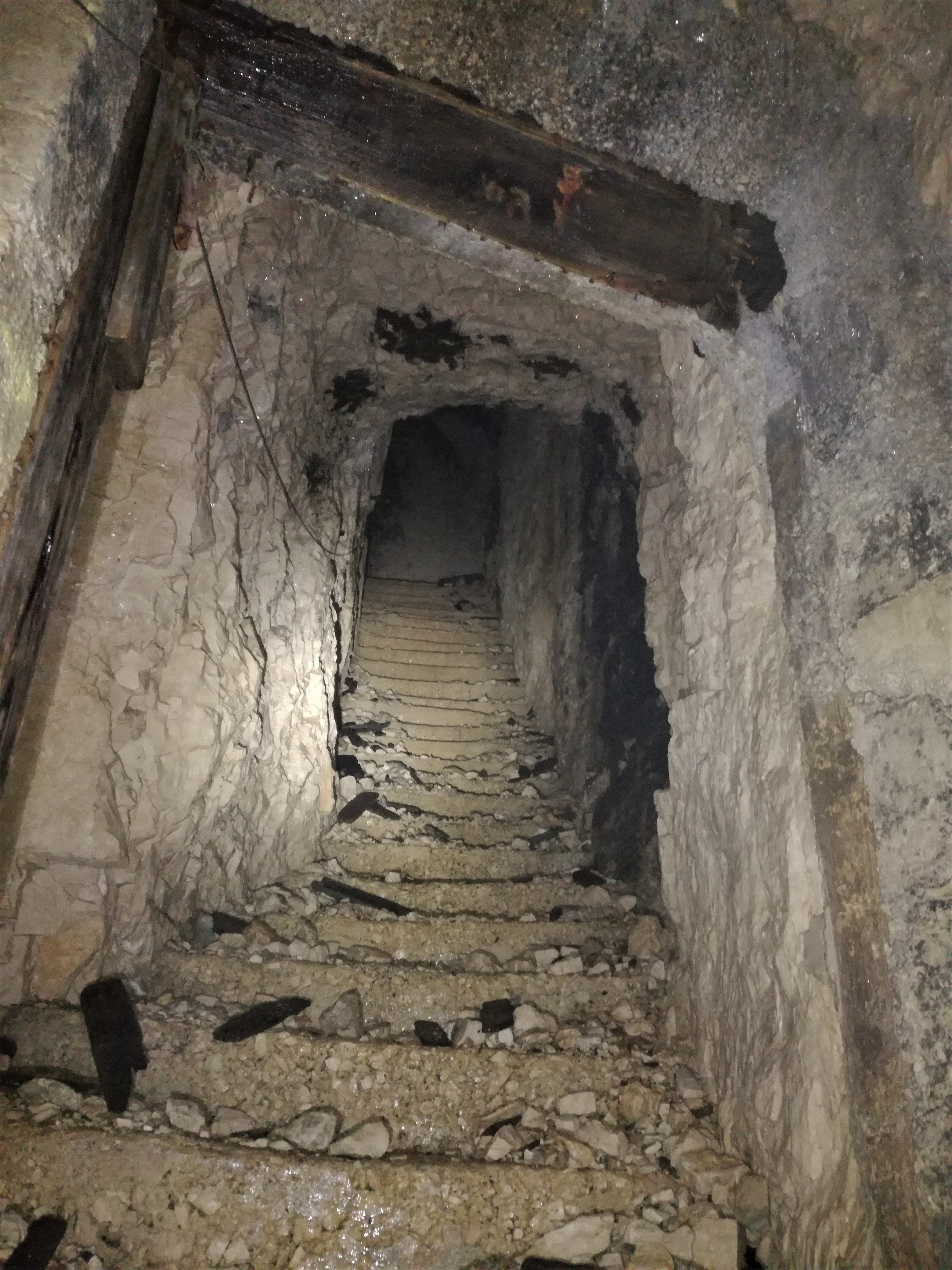
Aufgang vom Ellison Stollen zum Dom
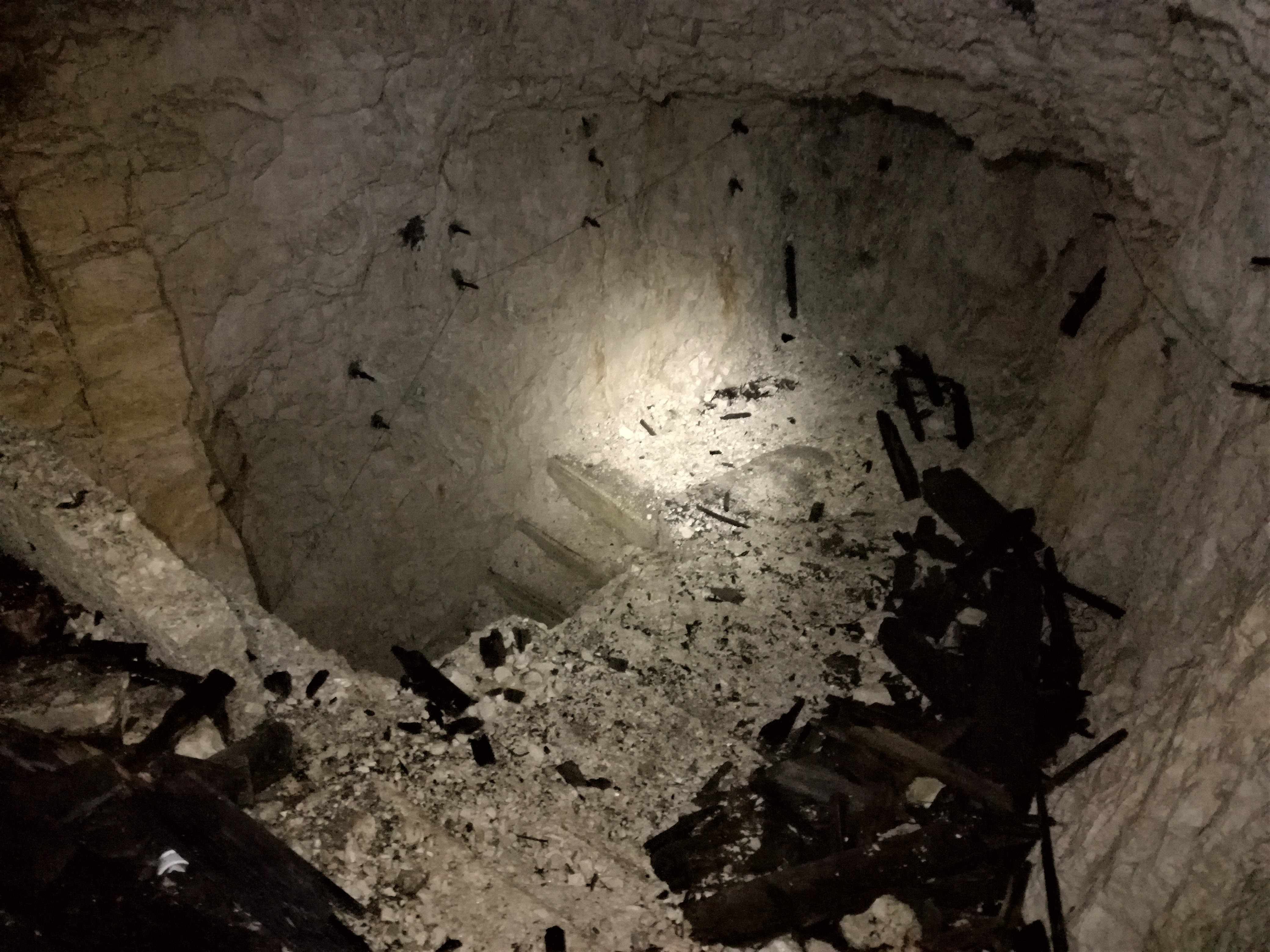
Der Dom in der österreichischen Platte
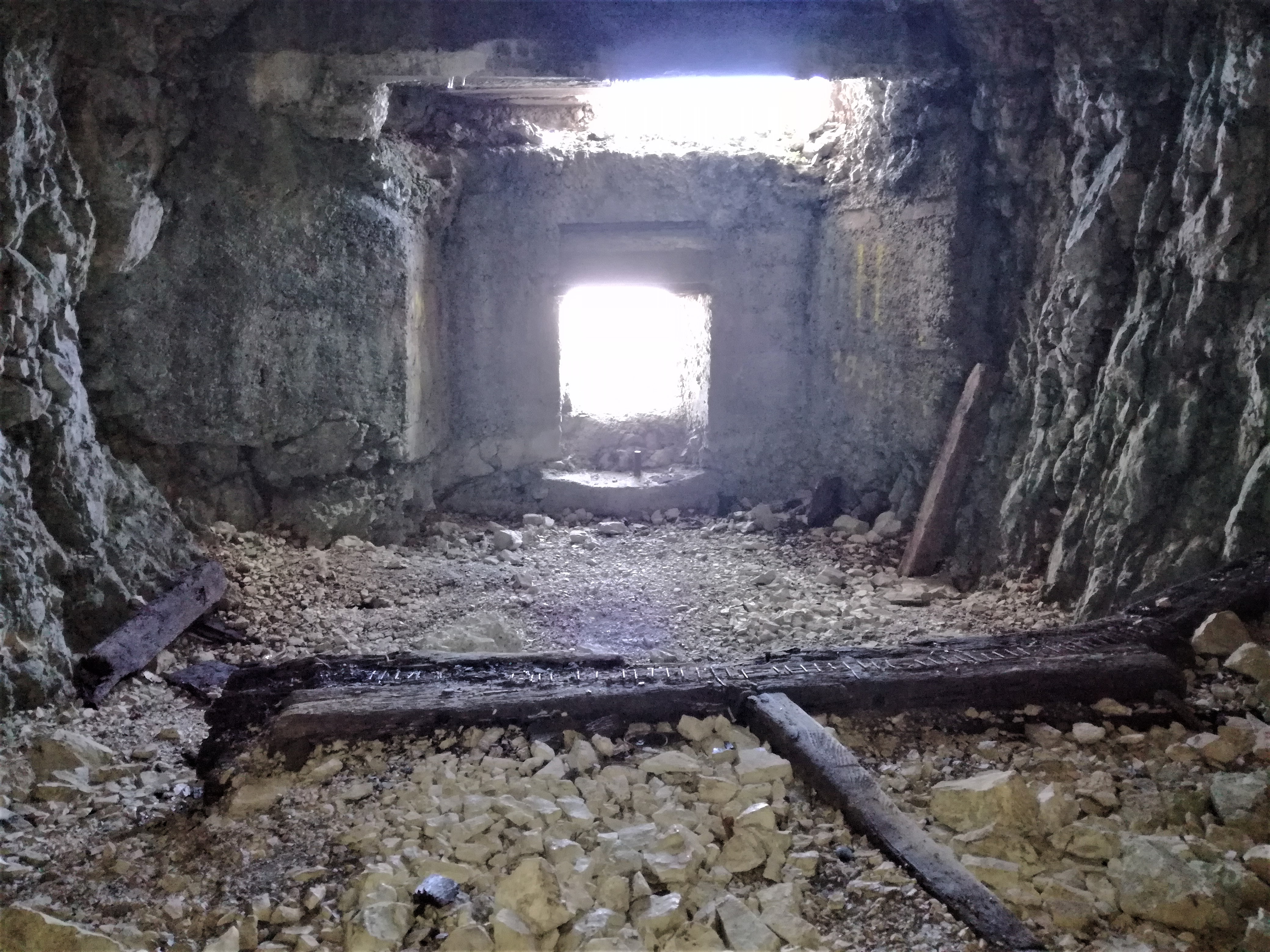
Kavernierte Geschützstellung in der österreichischen Platte

## Aufstiegsrouten
Die österreichische Platte ist vom Rifugio Achille Papa auf dem Weg Tricolore (Weg Nr. 105) in etwas mehr als einer Stunde zu erreichen. Vom Rifugio Vincenzo Lancia werden um die zwei Stunden benötigt. Die Platte wird vom 
Europäischen Fernwanderweg E5 und dem Friedensweg berührt, die beide mit dem Verlauf des Weges Nr. 105 übereinstimmen. Mit einer Taschenlampe kann sowohl der Ellison Stollen als auch der Dom und die anschließenden Stollenanlagen besichtigt werden.